# Den gyllene trappan
Den gyllene trappan (engelska: The Golden Stairs) är en oljemålning av den engelske konstnären Edward Burne-Jones. Den målades 1880 och är sedan 1924 utställd på Tate Britain i London.
Till skillnad från många av Burne-Jones verk har Den gyllene trappan ingen litterär förlaga. Den är ett exempel på konstnärens intresse för att skapa en stämning snarare än att berätta en historia. I bilden syns 18 unga kvinnor med musikinstrument gå ner för en spiraltrappa iklädda ljusa dräkter med antikt klassiska förtecken. Han gjorde medvetet sina bilder mystiska och innebörden av detta verk har diskuterats av konstkritiker. Ett förslag är att trappan, utan synlig början eller slut, representerar en kontinuerlig rörelse. 
Burne-Jones ingick i de prerafaelitiska brödraskapet som influerades av konsten före Rafael, främst det italienska 1400-talsmåleriet (ungrenässansen) och den medeltida konsten. Hans romantiska värld med teatraliskt allvarliga personer influerade såväl den brittiska esteticismen som den franska symbolismen.
Burne-Jones gjorde de första skisserna av kvinnoporträtten redan under en resa i Italien 1872. Omkring 1876 började han skissa på tavlan som tog honom nästan fem år att färdigställa. Flera av Burne-Jones modeller har kunnat identifieras. Hans dotter, Margaret, syns som nummer fyra uppifrån. Den nionde kvinnan uppifrån är May Morris, dotter till William och Jane Morris. Kvinnan längst ner som håller cymbaler är Frances Graham, dotter till Burne-Jones mecenat, politikern William Graham. Bakom henne står Mary Gladstone, dotter till den brittiska premiärministern William Ewart Gladstone. 